# Каинизм
Каинизм — явление убийства в одном выводке животных одними детёнышами (обычно старшими и сильными) других. Может быть облигатным (независящим от кормовых ресурсов) и факультативным (зависящим от кормовых ресурсов).

## Этимология
Название данному явлению дано по имени библейского персонажа Каина, который убил своего брата Авеля.

## Каинизм у членистоногих
Часто каинизм может проявляться на ранних стадиях онтогенеза — например, у личинок многих паразитических перепончатокрылых.

## Каинизм у рыб
Встречается у живородящих акул, например у обыкновенной песчаной акулы, вышедшая из яиц ещё в утробе матери пара детёнышей убивает и поедает всех остальных детёнышей и неоплодотворённые яйца в половых путях самки — так называемая внутриутробная оофагия. Подобное поведение писатель и биолог И. И. Акимушкин назвал «эмбриональным каинизмом».

## Каинизм у птиц
Каинизм у птиц широко распространён и преимущественно связан с экологическими причинами. Так, многие виды птиц начинают насиживать кладку с первого яйца, хотя откладывание яиц длится несколько дней. Из-за этого птенцы, после вылупления, являются разновозрастными и преимущество старших и сильных выражается весьма отчётливо. В случае нехватки пищи, позднее вылупившимся птенцам её достаётся меньше физиологического минимума, они быстро слабеют и попросту «затаптываются» более крупными собратьями.
У дневных хищных птиц и сов имеет место максимально выраженная разновозрастность, и при нехватке пищи более крупные и старшие птенцы могут не только убивать, но даже съедать младших.
При облигатном каинизме, например у африканского чёрного орла (Aquila verreauxii) из двух яиц, которые откладываются самкой, второе изначально является «запасным». Птицы тратят много сил на выращивание потомства и выкормить одновременно двух птенцов попросту не могут. Яйца обычно откладываются с интервалом в несколько суток, чем достигается неодновременность вылупления птенцов. В случае, когда старший птенец остаётся живым к моменту вылупления младшего, он сразу же нападает на вылупившегося птенца и забивает его клювом. Это происходит вне зависимости от количества доступного корма. Напротив, при факультативном каинизме убийства более младших птенцов наблюдается только при нехватке корма.
Каинизм также распространён среди журавлей (стерха, японского журавля, серого журавля), у которых птенцы по наступлении определённого возраста начинают драться друг с другом, и в живых обычно остаётся только один из них.

## Каинизм у млекопитающих
Каинизм для млекопитающих нехарактерен и постоянно отмечается только у представителей 4 видов — пятнистой гиены (Crocuta crocuta), домашней свиньи (Sus scrofa), обыкновенной (Lynx lynx) и пиренейской рыси (Lynx pardinus).
Каинизм у пятнистой гиены был впервые описан в 1991 году. Инициатором драк в выводке обычно становится щенок, родившийся самым первым. Он начинает атаковать других щенков в выводке, сразу после их рождения, иногда ещё до их освобождения от амниотической оболочки. Подобные драки обычно заканчиваются гибелью младших щенков, либо установлением жёсткой иерархии доминирования. Драки со смертельным исходом преимущественно происходят между однополыми щенками. Каинизм у пятнистой гиены больше соответствует схеме факультативного.
У домашней свиньи поросята рождаются с резцами и клыками. Самые активные драки между ними происходят в первые 3 дня после рождения, при этом самые слабые и маленькие поросята в результате них обычно погибают. Считается, что одним из факторов, которые способствовали развитию каинизма у свиней, была высокая вероятность множественного отцовства в выводках (из-за чего поросята из одного и того же выводка обладают в среднем меньшем количеством общих генов, и родственный отбор не так выражено препятствует закреплению каинизма.
Каинизм у евразийской рыси был описан в 1994 году, у пиренейской рыси — в 2005 году. Котята рыси начинают драться между собой обычно в возрасте 1,5 месяцев При этом драка может продолжаться от нескольких минут до нескольких часов. Стоит отметить, что такое поведение отмечается не во всех выводках. Обычно драки редко заканчиваются убийством и преимущественно вызывают лишь изменения в иерархической структуре выводка. Мать при этом пытается разнять дерущихся котят, действуя порой жёстко, и принимает сторону более слабого котёнка, в дальнейшем не подпуская к нему агрессора.